# Портрет Алисы Барнхэм
Портрет Алисы Барнхэм и её сыновей Мартина и Стивена (англ. Alice Barnham and Her Sons Martin and Steven), ранее «портрет леди Ингрэм и её сыновей» — написанная в 1557 году картина неизвестного художника, один из первых образцов английского семейного портрета. Изображённая на портрете женщина, ранее считавшаяся «леди Ингрэм», — Алиса Барнхэм (урождённая Брэдбридж, 1523—1604), супруга лондонского купца и самостоятельная предпринимательница, бабушка другой Алисы Барнхэм (1592—1650) — жены Фрэнсиса Бэкона.
Возможно, сохранившаяся картина — правая часть диптиха или цельной доски, на которой семья была изображена в полном составе. Портрет, четыре века хранившийся в доме потомков Алисы Барнхэм, в 1998 году был продан на аукционе Christie’s частным коллекционерам из США и в настоящее время экспонируется в Художественном музее Денвера.

## Описание

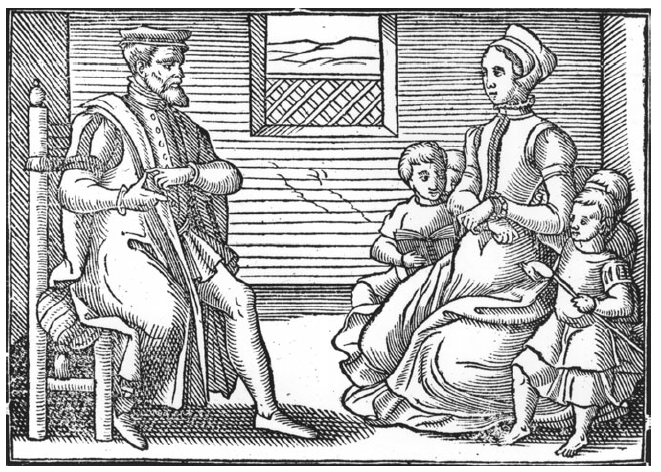
Семья в интерьере. Псалтирь Джона Дея, 1563. Мать и дети сидят по левую руку отца и смотрят вправо (влево от зрителя).

В основе композиции картины — равносторонний треугольник, образованный фигурами матери и сыновей. Мать отклонила плечи назад, отдавая передний план картины детям. Лица и взгляды матери и детей обращены влево от зрителя, что традиционно означало подчинённое, младшее положение в семействе. Картина почти буквально воспроизводит тип семейного портрета в интерьере, известный по иллюстрации английской Псалтири 1563 года … если бы не отсутствие на ней отца семейства. Предположение о том, что он был изображён на левой, ныне утраченной, части картины или на левой створке диптиха не опровергнуто и не подтверждено: на левом торце доски нет следов клея, изломов или каких-либо иных свидетельств существования «отцовской» части.
Все изображённые одеты в чёрное; очевидно, они принадлежат к имущим классам, но не к придворной знати. Чёрная вышивка на воротниках — не только украшение, но и указание на род занятий матери — торговлю шелками и вышивкой.
Мать пишет очищенным пером на листе бумаги, рядом с которым на столе стоит открытый ларец для письменных принадлежностей. Её письмо начинается парафразом описания евхаристии из протестантской книги общих молитв короля Эдуарда VI: «Да воспримем мы все поровну…». В руках старшего сына карманная книга притчей Соломоновых на народном английском языке в поэтическом изложении Джона Холла или Томаса Стернголда, раскрытая на заповеди «Сын мой! если ты примешь слова мои …» (Притчи 2:1). Над головами изображённых — сливающиеся с фоном кирпичной стены таблички-подписи, составленные в первом лице от имени матери:
| | Я родилась в воскресенье 7 сентября 1523 и стала тем, что вы видите, в год от Р. Х. 1557 Оригинальный текст (англ.) I was borne the·7·of september on a sonday·1523·tornid frō that i was vnto that ye se·Å·dñi·1557 | |  | | | |
| Стивен родился в 10 часов вечера в воскресенье 21 июля в год от Р. Х. 1549 Оригинальный текст (англ.) Stevē was borne the·21·of Ivli on a sonday at nighte and·10·of the cloke·Å·dñi·1549 | Стивен родился в 10 часов вечера в воскресенье 21 июля в год от Р. Х. 1549 Оригинальный текст (англ.) Stevē was borne the·21·of Ivli on a sonday at nighte and·10·of the cloke·Å·dñi·1549                            | Стивен родился в 10 часов вечера в воскресенье 21 июля в год от Р. Х. 1549 Оригинальный текст (англ.) Stevē was borne the·21·of Ivli on a sonday at nighte and·10·of the cloke·Å·dñi·1549 |  | Мартин родился в 9 часов утра 26 марта в год от Р. Х. 1548 Оригинальный текст (англ.)Martin was borne the·26·of marche at·9·of the cloke before novne in Å·dñi 1548 | Мартин родился в 9 часов утра 26 марта в год от Р. Х. 1548 Оригинальный текст (англ.)Martin was borne the·26·of marche at·9·of the cloke before novne in Å·dñi 1548 | Мартин родился в 9 часов утра 26 марта в год от Р. Х. 1548 Оригинальный текст (англ.)Martin was borne the·26·of marche at·9·of the cloke before novne in Å·dñi 1548 |

Картина не подписана, имя художника не известно. Искусствоведы согласны в том, что автор принадлежал к фламандской живописной школе: на это указывают характерный пейзаж за окном, и несвойственные тюдоровской архитектуре рисунок и тон кирпичной кладки. По предположению Дерека Кина портрет мог быть написан во Фландрии, во время поездки Алисы Барнхэм в гости к брату-политэмигранту Уильяму. По мнению Лины Орлин более вероятно, что портрет был написан художником-фламандцем в Лондоне. Картина стилистически близка портретам работы Ганса Эворта, но на ней нет характерной эвортовской монограммы.
По воле художника и заказчицы картина наполнена загадками. Чем занимается отец сыновей, жив ли он или умер? Кому адресовано письмо матери и что она собиралась написать? Что произошло в семье в 1557 году и чем именно «стала в год от Р. Х. 1557» главная героиня?

## История картины

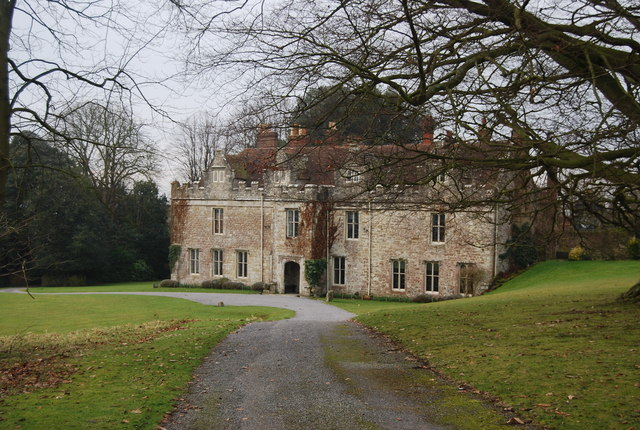
Главный дом поместья Бафтон-Мончелси. Фото 2009 года

Картина впервые предстала публике в 1998 году, во время распродажи аукционным домом Кристис антиквариата из кентского поместья Бафтон-Мончелси . Какие-либо обстоятельства приобретения картины к тому времени были утрачены: портрет мог попасть в Мончелси и в XVI, и в XX веке. Однако к задней стороне доски была прикреплена полоска бумаги, на которой почерком XVII века было написано «Прабабушка, леди Ингрэм, и её мальчики». Аукционисты ошибочно предположили, что на картине изображены представители рода Ингрэм-Райдер, владевшего Мончелси с 1786 по 1887 год, и выставили её на продажу как «портрет леди Ингрэм и её сыновей». Портрет, требовавший срочной реставрации из-за коробления доски, был продан за 183 000 фунтов американским коллекционерам Уильяму и Бернадетт Бергер. После смерти Бергера в 1999 году его коллекция переехала на постоянное хранение в художественный музей Денвера; отреставрированный портрет «леди Ингрэм» периодически выставляется в общедоступной экспозиции музея.
Для историков правильная идентификация изображённых не составила труда: в Англии с 1538 года велась всеобщая регистрация крещений, браков и похорон, а в конце XVI века архивы церковных книг были переписаны на долговечный пергамент и потому в большинстве своём дошли до наших дней. «Леди Ингрэм» родилась задолго до указа 1538 года, но её сыновья, получившие относительно редкие для своей эпохи имена, должны были быть учтены в архивах. Сузив поиск до членов семей, владевших Мончелси в XVI и XVII веках, Лина Орлин идентифицировала «Мартина» как Мартина Барнхэма, сына Фрэнсиса и Алисы Барнхэм, крещёного в лондонской церкви св. Милдред 27 марта 1548 года. Его брат Стивен Барнхэм был крещён в той же церкви 27 июля 1549 года. Сын Мартина сэр Фрэнсис Барнхэм приобрёл Мончелси в 1613 году — вероятно, тогда же картина переехала в Мончелси, где провела почти четыре века.

## Семейство Барнхэмов

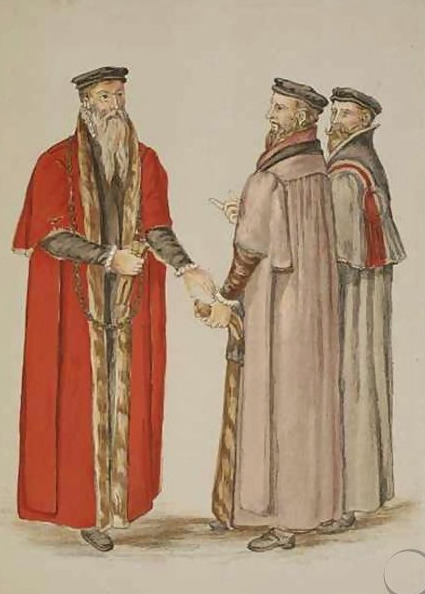
Лорд-мэр, олдермен и ливрейный купец Лондона в церемониальных одеждах. Рисунок Лукаса де Хере, 1574

Алиса Барнхэм, урождённая Брэдбридж, — младшая из четырнадцати детей богатого купца Уильяма Брэдбриджа из Чичестера. Её муж, лондонский предприниматель Фрэнсис Барнхэм (1515 или 1516—1576), принадлежал к благородному роду, по семейному преданию восходившему к Уолтеру Барнхэму — председателю суда (англ. Chief Baron) Палаты шахматной доски при Ричарде II. В 1483 году дед и прадед Фрэнсиса, примкнувшие к партии Ричарда III, погибли в битве при Босворте; в наказание семья лишилась и имущества, и рыцарского достоинства. Отец Фрэнсиса сумел выбиться в люди, нашёл место при дворе Генриха VIII, но, как гласит семейное предание, в старости промотал всё нажитое. Фрэнсис Барнхэм оставил разорённое имение, уехал в Лондон, поступил в услужение купцу, в 1541 году вступил в ливрейную компанию торговцев тканями и открыл собственное дело. Полноправным членом цеха он стал в 1550 году. Состояние Барнхэм заработал не на тканях (цеховой устав запрещал ему торговать в розницу), а на земельных спекуляциях и экспортной торговле через Московскую компанию Себастьяна Кабота, и не гнушался незаконным ростовщичеством. Годовой доход Фрэнсиса Барнхэма в зрелые годы оценивался в тысячу фунтов, он неоднократно ссужал королевский двор под проценты, в 1561 году приобрёл рыцарское достоинство, в 1568 году был избран олдерменом, но заветный пост лорд-мэра Лондона занять не сумел.

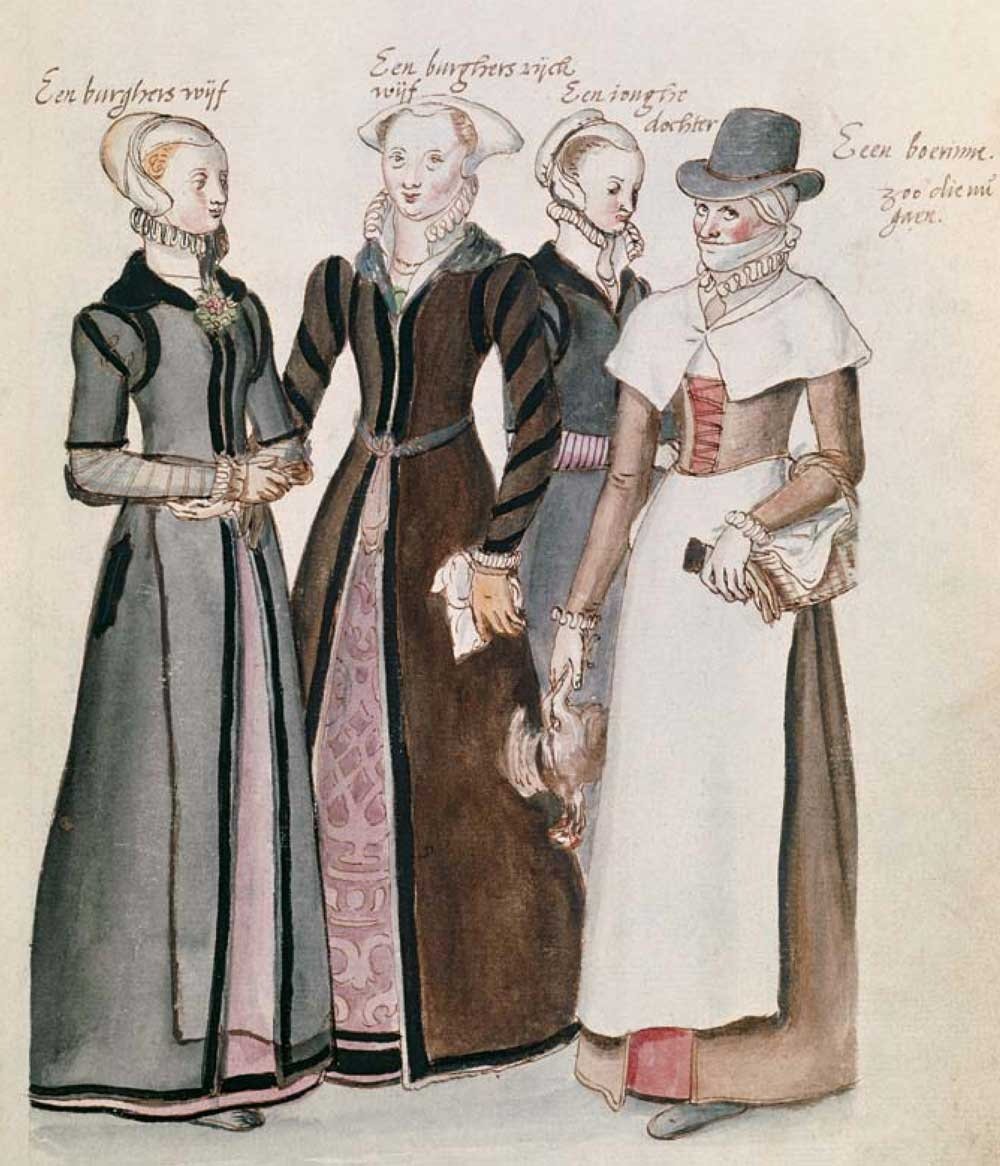
Зажиточные лондонские горожанки и крестьянка, собирающаяся на базар. Рисунок Лукаса де Хере, 1574

Когда именно Алиса и Фрэнсис обвенчались — неизвестно: церковные записи её родного Чичестера до 1558 года утрачены. Вероятно, свадьба состоялась в Чичестере в 1546 или 1547 году. Алисе было уже 23 или 24 года: в купеческих семьях было принято, чтобы дочери в совершенстве постигли секреты ремёсел и ведения бизнеса до замужества. Новобрачные совместно владели состоянием около тысячи фунтов, и управляли им совместно, как деловым товариществом. В тогдашней модели купеческой семьи жена была младшим, но всё же партнёром мужа, а не его подчинённой. Алиса управляла собственной швейной мастерской и держала розничную лавку. Товары, произведённые в мастерской Алисы, Фрэнсис вкладывал в финансовые операции, ссужая должникам шелка по завышенным ценам в обход законов о ростовщичестве.
В браке Алисы Брэдбридж и Фрэнсиса Барнхэма родились четверо сыновей: изображённые на картин Мартин (1548—1610) и Стивен (1549—1608), Бенедикт (1558—1598) и Энтони (род. 1559, дата смерти неизвестна — вероятно, умер в детстве). Духовным воспитанием детей, скорее всего, занималась исключительно мать. По воспоминаниям Мартина, записанным его сыном, в 1553—1555 годы она часто водила малолетних детей к воротам Тауэра на проповеди узника-протестанта Джона Брэдфорда. Мартин, Стивен и Бенедикт сделали удачные карьеры в бизнесе и в политике, породнились с титулованными семьями и оставили многочисленное потомство. Дочь Бенедикта, Алиса Барнхэм (в замужестве Бэкон) вошла в историю как жена Фрэнсиса Бэкона.
После смерти мужа в 1576 году Алиса продолжила семейный бизнес вместе с Бенедиктом. После смерти Бенедикта в 1598 году только недвижимость, заработанная в семейном предприятии, оценивалась в 14,6 тысяч фунтов. Последние архивные записи о предпринимательстве Алисы Барнхэм датированы 1601—1602 годами, когда она, уже в возрасте 78 или 79 лет, отпустила на волю последнего из своих подмастерьев.

## «Превращение» 1557 года
До идентификации изображённой как Алисы Барнхэм (1523—1604) искусствоведы полагали, что отец семейства, протестант «лорд Ингрэм», мог стать жертвой религиозного террора правившей в 1553—1558 годы королевы-католички Марии, либо бежал от него в эмиграцию. Эта версия была вскоре опровергнута. Многочисленные архивные документы свидетельствуют, что в годы правления Марии Фрэнсис Барнхэм не покидал Англии, и никогда в жизни не подвергался политическому или религиозному преследованию. Ни в 1557, ни в 1556 году в его жизни не произошло ничего, что могло бы объяснить загадочную надпись на портрете. Протестантские убеждения Алисы сформировались задолго до прихода к власти католички Марии и впоследствии не менялись, поэтому версия о некоем духовном перерождении в 1557 году также отвергается. По мнению Лины Орлин, наиболее вероятно прозаическое объяснение: заказывая портрет, Алиса Барнхэм хотела всего лишь зафиксировать собственный облик на тридцать четвёртом году жизни. «Превращение» (англ. turn) не связано с каким-либо конкретным событием: это всего лишь оборот речи, указывающий на время создания портрета, и её послание будущим поколениям семьи. В таких же выражениях составлялись надписи и на других «говорящих» портретах XVI века.
Религиозная версия «превращения» полностью не исключена. В 1557 году по воле королевы Марии в Чичестере были казнены трое из рода Брэдбриджей — дальние родственники Алисы, а её старший брат и старейшина рода Уильям Брэдбридж бежал от католического террора в Нидерланды. Дерек Кин и Лина Орлин высказали предположение, что в том же 1557 году, оставив мужа «на хозяйстве», на континент бежала и Алиса с детьми; это объясняет не только тайну «превращение 1557 года», но и отсутствие на портрете Фрэнсиса Барнхэма.

## Комментарии
1. ↑  Orlin, 2008, p. 18 считает этот ларец уменьшенной и упрощённой копией ларца Генриха VIII, хранящегося в музее Виктории и Альберта..
2. ↑  В английских текстах XVI века это обращение повторяется трижды, одними и теми же словами: в первой, второй и четвёртой главах. В русском синодальном переводе три обращения изложены разными словами.
3. ↑  Orlin, 2008, p. 19: исследования в инфракрасных лучах показали, что таблички были выполнены одновременно с написанием портрета..
4. ↑  Orlin, 2008, p. 47, отмечает, что большинство картин, приписываемых Эворту, не подписаны..
5. ↑  Церковь св. Милдред на улице Полтри[англ.], внутри Лондонского Сити (51°30′49″ с. ш. 0°05′24″ з. д.HGЯO), известна с 1175 года. В 1871 году закрыта и снесена, а её приход присоединён к церкви св. Олава[англ.], просуществовавшей до 1887 года.
6. ↑  Orlin, 2008, p. 27 отмечает, что английские товары той эпохи были неконкурентоспособны на рынках Западной Европы, поэтому лондонские купцы искали выход на относительно неразвитые рынки..
7. ↑  Описание герба Барнхэмов приведено в Cooke, R. The Visitation of London in the Year 1568. — London: Harleyan Society, 1869. — P. 88.: «1 and 4 Sable, a cross engrailed between four crescent argent, 2 and 3 Azure, a pheon argent». Pheon (широкий наконечник стрелы) — родовая эмблема Брэдбриджей.
8. ↑  Orlin, 2008, pp. 281-283 отмечает, что должности олдерменов и лорд-мэра были крайне обременительны: чиновники оплачивали общественные расходы из личных средств и ими же компенсировали налоговые недоимки всей общины..
9. ↑  Orlin, 2008, p. 60: Временной интервал указан по биографии Брэдфорда. Он был заключён под стражу осенью 1553 года и казнён 1 июля 1555 года..